# Apple Valley (Kalifornia)
Apple Valley város az USA Kalifornia államában, San Bernardino megyében. Lakosainak száma 75 791 fő (2020. április 1.).

## Népesség
A település népességének változása:

| 2010 | 69 135 |
| 2020 | 75 791 |